# Kwajalein
Kwajalein (deutsch veraltet: Mentschikowinseln) ist ein Atoll, das zu den Marshallinseln im südlichen Pazifik gehört. Es liegt rund 3900 km südwestlich von Hawaii (Luftlinie Honolulu – Insel Kwajalein 3942 km) und ist das weltgrößte Korallenatoll mit der größten umschlossenen Lagune. Die 16,39 km² große Landfläche umschließt eine Lagune von 2174 km² Größe. Das Atoll umfasst insgesamt 97 Inseln, von denen die Insel Kwajalein die südlichste und größte ist. Nahe bei Kwajalein liegt die Insel Ebeye, welche am dichtesten besiedelt ist. Auf Kwajalein insgesamt leben 9789 Einwohner (Stand 2021).

## Geschichte
Kwajalein gehörte wie das gesamte Gebiet der Marshallinseln als Kolonie zum Deutschen Kaiserreich. Zu Beginn des Ersten Weltkriegs fielen die Inseln an Japan. Während des Zweiten Weltkriegs war Kwajalein ein wichtiger Stützpunkt der Kaiserlich Japanischen Marine. Auch amerikanische Soldaten wie Louis Zamperini waren hier in japanischer Kriegsgefangenschaft.

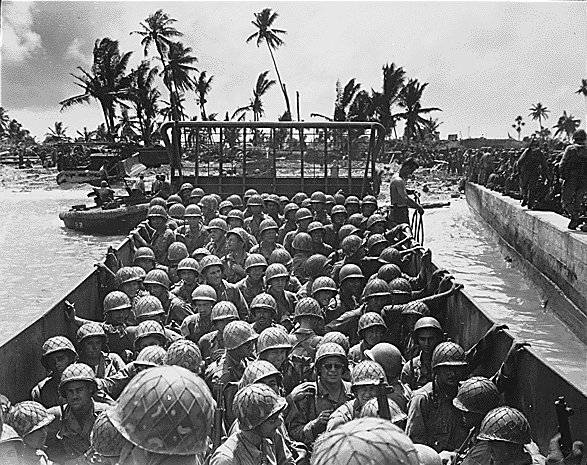
Kwajalein-Invasion 1944

Am 31. Januar 1944 gelang es US-Truppen während der Operation Flintlock (Teil der Schlacht um die Marshallinseln), auf dem Atoll zu landen und es ihrerseits zu einer wichtigen Einsatz- und Nachschubbasis für die Fortdauer des Pazifikkriegs auszubauen.
Zwischen 1946 und 1958 fanden auf Bikini und Eniwetok die amerikanischen Kernwaffentests statt. Kwajalein erhielt daher eine wichtige Radarstation. 1948 wurden die ausgesiedelten Bikinianer für ein halbes Jahr neben dem Flughafen in Zelten untergebracht, bis sie zur Insel Kili weiterverschifft wurden.
1954 kam es durch falsche Wettereinschätzungen der Militärmeteorologen während des Castle-Bravo-Tests auf Bikini zu einer Kontaminierung der Inseln Rongelap und Rongdrik durch Fallout. Die Inseln waren zu diesem Zeitpunkt bewohnt. Viele der Ureinwohner wurden nach Ebeye im Kwajalein-Atoll umgesiedelt.

## Raketentests
Seit 1961 wurden auf Kwajalein zahlreiche Tests von Raketen zur Abwehr ballistischer Raketen durchgeführt. Hierfür gibt es Startanlagen auf Illeginni Island (9° 0′ 0″ N, 167° 42′ 0″ O), Meck Island (9° 0′ 21″ N, 167° 43′ 37″ O) und Roi-Namur Island (9° 24′ 4″ N, 167° 27′ 59″ O). Die seit 1996 nicht mehr zum Programm gehörige Startanlage auf Omelek wurde zwischenzeitlich von dem Raumfahrtunternehmen SpaceX für Starts der Trägerrakete Falcon 1 genutzt.
Heute sind elf der 97 Inseln an die USA verpachtet, die dort die Ronald Reagan Ballistic Missile Defense Test Site, kurz RTS genannt, unterhalten. Das RTS besteht aus Radaranlagen sowie Anlagen für optische, Telemetrie- und Kommunikationsübertragung. Benutzt wird das RTS zur Überwachung und zum Abfangen von ballistischen Raketen und zur Unterstützung von Weltraummissionen.
Nach einer langjährigen Pattsituation zwischen der Regierung und den Landeigentümern und acht Jahre langen Verhandlungen wurde am 10. Mai 2011 das Kwajalein Land Use Agreement (LUA) unterzeichnet. Der Vertrag garantiert den USA eine Verlängerung ihrer Landnutzungsrechte auf Kwajalein bis ins Jahr 2066,  mit einer Option auf eine weitere Verlängerung um 20 Jahre. Die Zeremonie in Ebeye wurde live von Marshall Islands’ Radio V7AB übertragen. Mit der Vertragsunterzeichnung wurde die Auszahlung von 32 Millionen US-Dollar aus einem Treuhänderkonto an die Landeigentümer frei. Die Unterzeichner des Kwajalein Land Use Agreement waren Präsident Jurelang Zedkaia, Iroijlaplap Imata Kabua, Iroijlaplap Anjua Loeak, Iroijlaplap Nelu Watak, Leroij Likwor Litokwa, Finanzminister Alfred Alfred Jr., und Generalstaatsanwalt Frederick Canavor Jr.

## Sehenswürdigkeiten

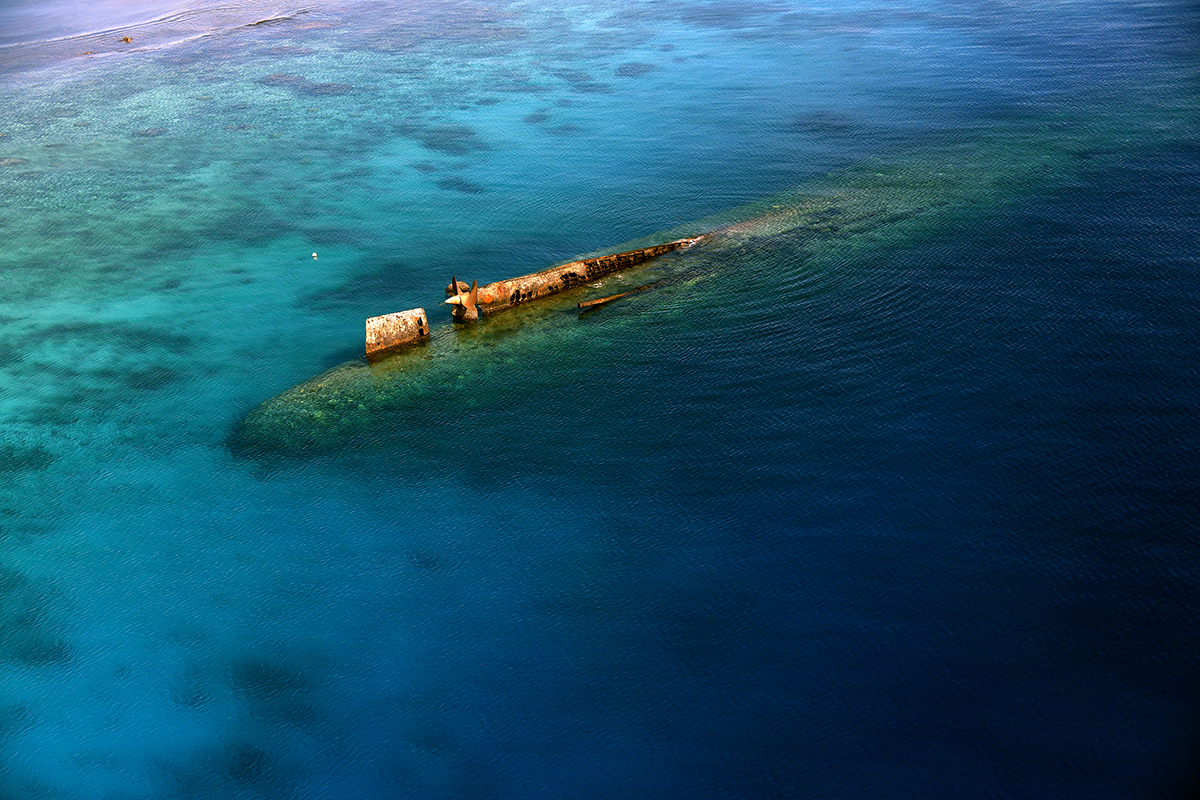
Prinz Eugen im Juli 2018

Im Südosten des Atolls, nördlich der Insel Enubuj, liegt das Wrack des am 22. Dezember 1946 gekenterten und gesunkenen deutschen Kreuzers Prinz Eugen, der als Zielschiff während der Operation Crossroads gedient hatte. Das Heck des Schiffes ragt deutlich sichtbar aus dem Wasser heraus.
Für das Atoll stellte das Wrack lange Zeit ein ungelöstes Umweltproblem dar. Im Schiffsinneren ruhten noch etwa 1000 m³ Öl in den Bunkern. 2018 wurde daher fast der gesamte Treibstoff von einer Bergungseinheit der US Navy abgepumpt. 159 von 173 Tanks konnten so entleert werden. Die verbliebenen 14 Tanks (etwa 3 % des Gesamtvorrates) waren für die Taucher unerreichbar, werden aber als langfristig dicht und somit ungefährlich eingestuft.